# Бети Дејвис
Рут Елизабет „Бети” Дејвис (енгл. Ruth Elizabeth "Bette" Davis; Лоуел, 5. април 1908 — Неји сир Сен, 6. октобар 1989) била је америчка филмска, позоришна и телевизијска глумица.
Неретко је навођена као Прва дама америчког филма и једна од највећих филмских дива свих времена. Прве улоге на филму добила је тридесетих година, након неколико успешних представа на Бродвеју. Током своје шездесетогодишње каријере одиграла је преко сто улога у филмовима. Била је тражена и цењена због спремности да игра негативне ликове, и толико успешна у томе да су филмови у којима је, како је сама говорила, глумила кучку, рекламирани под слоганом: „Ко је бољи од зле Бети?“. Била је једна од малобројних холивудских дива које су каријеру изградиле једино захваљујући глумачком таленту. Поред маестрално одиграних улога, Дејвисова је такође била позната по својој плаховитој и егоцентричној природи. Сматрали су је за ратоборну и наглу особу због честог супротстављања режисерима и продуцентима.
На самом почетку каријере, привукла је пажњу филмских критичара улогама у драмама Људски окови, Победа над тамом и Писмо. Већ почетком четрдесетих година 20. века била је најтраженија, најплаћенија и најутицајнија америчка филмска звезда, са биоскопским и критичким хитом Мале лисице иза себе. Сценаристи су преправљали сценарио на њен захтев, а режисери јој дозвољавали да мења њихове одлуке, само да не би напустила снимање, и наставила да прави блокбастере попут филмова На раскршћу и Господин Скефингтон. Крајем четрдесетих Бетина каријера стагнира, да би 1950. поново почела вртоглаво да расте захваљујући улози Марго Ченинг у филму Све о Еви. Ипак, био је то врхунац њене каријере, након чега њена популарност опет опада. Иако је већ била сматрана звездом која се полако гаси, два пута је опет успела да привуче пажњу јавности на себе: први пут када је улогом психопате у трилеру Шта се догодило са Беби Џејн? освојила млађу публику, а други пут као осамдесетогодишња глумица у дирљивој драми Августовски китови. Дејвисова, која је била прва председница Америчке академије наука и уметности, два пута је награђена Оскаром за најбољу главну глумицу — за улоге у филмовима Опасна из 1935. и Џезебел из 1937. године.
Бети Дејвис је била најплаћенија и најпопуларнија холивудска звезда од 1940. до средине педесетих. Прва је глумица која је добила Награду за животно дело од Америчког филмског института и прва особа која је била номинована за десет Оскара. Тај број надмашили су само Мерил Стрип, Кетрин Хепберн, Лоренс Оливије и Џек Николсон. Поред Хепбернове, Бети Дејвис се сматра најбољом глумицом 20. века. Виртуозност пред филмским камерама донела јој је репутацију једне од најпоштованијих филмских звезда свих времена, док су јој улоге које је бирала и њено ексцентрично понашање обезбедили статус истинске геј иконе.

## Детињство
Рођена је Лоуелу (Масачусетс) као Рут Елизабет Дејвис, од мајке Рут Фејвор и оца Харлоуа Морела Дејвиса, који је радио као адвокат. Када је имала годину дана добила је сестру Барбару (Боби). Њени родитељи су били протестанти енглеског, француског и велшког порекла. Пошто су се 1915. развели, Бети се са мајком и сестром преселила у Лејнсборо (Масачусетс), где је похађала основну школу Crestalban School. Шест година касније, Рут се са кћеркама преселила у Њујорк, где је почела да ради као фотограф. Видевши Рудолфа Валентина у филму Четири јахача апокалипсе Дејвисова је пожелела да се бави глумом и одлучила да ће се звати Бети (као Балзакова Рођака Бети) ако икада буде глумица. Пошто је мајка подржала ту идеју, уписала је глумачку академију Cushing Academy, а ишла је и на часове плеса у Mariarden Artists' Colony. Године 1927. није прошла на кастингу школе за глуму Eva LeGallienne's Manhattan Civic Repertory јер је била „неискрена и неозбиљна“, али је примљена у школу Џон Мари Андерсон, где је поред глуме учила и плес.

## Каријера

### Први наступи у позоришту
Бети се 1929. пријавила за аудицију Џорџа Кјукора који је примио, иако није био импресиониран. Дејвисова је потписала уговор, добила прву плату и улогу хористкиње. Потом је добила улогу Хедвиг у представи Дивља патка Хенрика Ибзена, коју је играла широм Америке. По повратку у Лос Анђелес дебитовала је на Бродвеју, са представама Broken Dishes и Solid South. Агент студија Јуниверзал (Universal Studios) запазио је њен таленат и позвао је у Холивуд на пробу. Дејвисова је 1926. једном приликом рекла да је видевши представу Дивља патка „била невероватно инспирисана и мотивисана да постане глумица: желела сам да будем глумица пре него што сам одгледала ту представу. Када сам је одгледала, морала сам бити глумица... Баш као Пег Ентвисл...“ Три године касније, добила је прилику да Дивљу патку одглуми на свој начин.

### 1930—1934: Почетак филмске каријере
Дејвисова је са мајком стигла у Холивуд 13. децембра 1930. године. Нико од агената није био на железничкој станици да је дочека. Заправо, био је један, али се вратио у студио рекавши да „није видео никога ко личи на глумицу“. Бети није прошла пробу, али је послужила за тестирање других. Четрдесет година касније, нашалила се да је била „најчаснија девица која је икада ходала земљом“ и објаснила да је на њој „тестирано“ петнаест потенцијалних глумаца за филмове које је студио тада снимао. „Ставили су ме на кауч... Сви ти мушкарци морали су да легну преко мене и да ме страствено пољубе. Мислила сам да ћу умрети. Једноставно сам мислила да ћу умрети!“ Почетком 1931. дошла је на аудицију за филм A House Divided. Изашла је пред Вилијама Вајлера у костиму са веома ниским деколтеом, који претходно није ни пробала, и који јој очигледно није лепо стајао. Режисер се изнервирао те гласно упитао присутне: „Господо, шта мислите о овим госпођицама које покажу сисе и мисле да су добиле посао?“. Директор Студија Јуниверзал је био већ планирао да оконча безуспешне покушаје Дејвисове и да је пошаље кући, када је сниматељ Карл Фројнд прокоментарисао да „девојка има љупке очи“ и да би била одлична за улогу у филму Лоша сестра. Редитељ Хобарт Хенли сложио се са њим и Бети је добила главну женску улогу, са којом почиње њена филмска каријера. Филм је био критички и комерцијални неуспех, а улога у драми Семе, коју је снимила одмах потом, била је исувише мала да би ико обратио пажњу на нову младу глумицу. Ипак, продужили су јој уговор на још три месеца, а стигле су и понуде од студија Колумбија и Кепитал филмса да Бети глуми у њиховим филмовима. Након девет месеци рада и шест неуспешних филмова, Јуниверзал је одлучио да је отпусти, а Дејвисова је баш тада добила главну улогу у скромном филму Човек који се играо Бога, Џорџа Арлиса за коју је добила одличне критике. Недељник The Saturday Evening Post објавио је да „Бети није само лепа, већ и невероватно шармантна“, а Дејвисова је увек говорила да јој је Арлис помогао да се пробије у Холивуду. Са задовољством је прихватила петогодишњи уговор који јој је понудио студио Ворнер брадерс, и напустила Јуниверзал, где су њене глумачке способности биле потцењиване.

#### „Људски окови“
Бети је 1934. добила улогу злобне и лукаве конобарице, Милдред Роџерс, у филму Људски окови. Партнер јој је био Лесли Хауард, коме је Дејвисова у почетку била одбојна, али је после променио мишљење.
 Остали глумци су критиковали режисера да треба да буде строжи према Дејвисовој и не дозволи јој да утиче на његове одлуке.
Џон Кромвел је касније признао да је био попустљив према главној глумици, и да јој је дао велике слободе зато што је веровао њеним инстинктима. Овај филм јој је донео најбоље критике у дотадашњој каријери, као и бројне квалитетне понуде, док је магазин Лајф написао да је Бети вероватно „показала најбољу глуму коју су камере икада забележиле“. У то време глумице су очајнички избегавале да играју зле жене; Марлен Дитрих и Грета Гарбо су направиле каријеру глумећи жене лаког морала, али потпуно добрих и несрећних. Бети је, с друге стране, ту улогу оберучке прихватила и од тада је постала цењена баш због необичне воље да игра негативце, а Милдред Роџерс је била само прва у низу. Изостанак номинације за Оскара веома је изненадио како Бетине колеге, тако и јавност. Једна од номинованих, Норма Ширер, придружила се кампањи „Бети за Оскара“, након чега је комисија за доделу Оскара променила одлуку и на листу номинованих дописала и Дејвисову, а председник Академије за филм одлучио је да кандидате за награду од следеће године бирају сви чланови Академије, тајним гласањем. Оскар за најбољу глумицу је те године добила Клодет Колбер, која је била убеђена да ће Бети бити награђена, те није ни дошла на церемонију доделе. Иако је предвидела да ће јој новостечена слава донети боље улоге, Бети је била изненађена и разочарана када је директор Ворнера одбио да јој дозволи да сарађује са Колумбијом која јој је понудила главну улогу у амбициозној љубавној драми Догодило се једне ноћи. Није ни слутио колико ће ова његова одлука утицати на ментално здравље Дејвисове.

### 1935—1939: Успех код филмских критичара
Дејвисова је 1935. играла проблематичну глумицу у филму Опасна и за њу добила одличне критике. Колумниста Пикчер поста (Picture Post) написао је: „Мислим да би Бети вероватно била спаљена на ломачи да је живела пре двеста или триста година.“ Заправо, алудирао је на моћ и ентузијазам са којима је Бети изнела филм. Њујорк тајмс је објавио да „Дејвисова постаје једна од најзанимљивијих глумица свог доба“. Бети је за ову улогу добила Оскара за најбољу главну глумицу, али она је одувек говорила да је то само закаснело признање за филм Људски окови и називала је утешном наградом.Заправо, Дејвисова је званично добила Награду Америчке академије за науку и филм, али нашаливши се једном да је статуа невероватно подсећа на супруга, чије је средње име Оскар, награда је добила овај назив, најпре као надимак, а потом и као званично име.
Следеће године глумила је Габријелу у трилеру Окамењена шума, међутим све похвале критичара отишле су Хамфрију Богарту, коме је ово био први велики филм. Године 1937, играла је у филмовима Кид Галахад и Обележена, заснованом на животу мафијаша Лакија Лучана. За обе улоге добила је Волпи пехар на Филмском фестивалу у Венецији. Награда на овом престижном фестивалу учврстила је Бети на позицији озбиљне и талентоване глумице, те јој је Вилијам Вајлер доделио главну улогу у филму Џезебел. Понижење које је пре седам година претрпела од њега било је заборављено и режисер и глумица су били у страсној љубавној вези. Филм је био комерцијални и критички успех, а Дејвисова је добила свог другог Оскара. Захваљујући одличној изведби злочесте јужњачке лепотице у Џезебелу, Бети је постала фаворит јавности за улогу Скарлет О'Харе у филму Прохујало са вихором. И студио и Дејвисова су били веома заинтересовани за пројекат, но продуцент Дејвид О. Селзник је јасно ставио до знања да Бети неће добити улогу. Џезебел је био филм који је Дејвисову довео на листу десет најпрофитабилнијих холивудских звезда. Године 1939. снимала је драму Победа над тамом, где је играла аристократкињу на самрти која је водила веома неумерен и бахат живот. Притиснута бројним приватним проблемима, као и разлазом са мужем, глумица је често долазила на снимање у потпуно безвољном расположењу. Када је режисеру саопштила да ће напустити филм и да треба да размишља о новој глумици, он је посаветовао да свој очај преточи у улогу. Та идеја је изненада невероватно уздигла Бети и она је са новим ентузијазмом завршила филм. Добила је још једну номинацију за Оскара, а Победа над тамом био је један од комерцијално најуспешнијих филмова 1939. године. Дејвисова је касније признала да јој је то била омиљена улога.
Упркос томе што су њене интерпретације наилазиле на одличан пријем код филмских критичара и публике, Бети још увек није била звезда блокбастера, те самим тим, ни толико популарна ван граница Сједињених Држава, попут Дитрихове или Гарбо. Три филма која је снимила на крају тридесетих били су: Хуарез са Полом Мјунијем, Уседелица са Миријам Хопкинс (коју је Бети хвалила и поштовала док је није упознала), и Приватан живот Елизабете и Есекса (њен први филм у боји). Иако је имала тек тридесет година, прихватила је улогу Елизабете I у њеним шездесетим, мада се касније пожалила пријатељу Чарлсу Лотону да је ова одлука била помало исхитрена. У намери да се у потпуности уклопи у улогу, обријала је обрве и предњи део темена.

#### Сукоб са „Ворнер брадерсом“
Бети је 1936. прекршила уговор по ком може да снима једино уз сагласност Ворнера, отишавши у Енглеску да сними два филма. Знајући да ће је студио тужити и желећи да добије на времену, Дејвисова је из Енглеске отишла у Канаду, где је припремила тужбу против студија, коју је изнела пред судом у Енглеској, тако да је Ворнер брадерс, пре него што је стигао да је тужи, био оптужен за ускраћивање слободе избора улога глумцима. Бети је на суду рекла да ће, „ако настави да прихвата улоге у медиокритетским филмовима, направити каријеру за коју није вредно борити се“. Сер Патрик Хејстингс, који је заступао студио, оптужио ју је да све то ради само да би добила више новца. Ругао се њеном опису свог уговора (Бети га је називала „ропством“), лажући да је недељно добијала 1.350 долара. Њен бранилац је приказао спор у правој светлости — у случају да одбије улогу, глумица је могла бити суспендована на неодређено и за то време не би добијала плату. Могла је бити позвана да игра у било ком филму, било који лик, без обзира на њене способности или лична уверења. Могла је чак бити позвана да промовише политичку странку, чији је можда неистомишљеник. Морала је да прихвати да ће њена личност бити коришћена на начин који је најбољи за студио, а не њу као појединца. Када је судија питао сведока, Џека Ворнера, да ли Дејвисова мора беспоговорно да игра било коју улогу коју јој доделе, без обзира да ли јој се допада или не, он је једноставно одговорио: „Да, мора да је игра“. Британски медији нису пружили подршку глумици, тврдећи да је „преплаћена и незахвална“. Иако је Бети овим поступком стекла велику наклоност и поштовање колега, изгубила је процес. Вратила се у Америку, знајући да ће бити суспендована и да ће буквално морати да почне све испочетка. Међутим, кад је добила Оскара за најбољу главну глумицу у Џезебелу, Бети је повратила свој утицај и интегритет. Шест година касније, Оливија де Хевиленд је покренула исти процес, али је за разлику од Бети, имала више среће и добила је парницу. Међу бројним глумцима који су је подржали најгласнија је била Дејвисова.

### 1940—1941: „Мале лисице“ – светска слава
Добивши Оскара 1938. за улогу у филму Џезебел, а потом и сјајне критике за улогу у Победи над тамом, Бети је повратила утицај који је имала пре сукоба са Ворнером, те је опет имала бројне повластице и слободе које су јој биле укинуте. Видевши да је глумица веома омиљена у народу, и да ништа не може смањити њену популарност, студио је почео да води рачуна о њеном имиџу у медијима, али и о улогама које јој се додељују. Бети је у то време добијала најбоље понуде и притом је сама одлучивала да ли ће их прихватити или не. Сниматељи су имали задатак да крупним кадровима истакну њене велике, особене очи. Већ 1940, као главна звезда Ворнера, Дејвисова је добила понуду за главну улогу у трилеру Писмо, од кога се доста очекивало. Видевши да се ради о хладнокрвном убици, Бети је радо прихватила улогу, за коју је добила још једну номинацију за Оскара. Филм је заправо имао осам номинација за ову награду, и као што су продуценти предвидели, био је један од најпрофитабилнијих филмова у 1940. У јануару следеће године, Бети је изабрана за председника Америчке академије за науку и филм, поставши тако прва жена на тој функцији у историји Академије.
Није много прошло, а чланови Академије су упознали Бетину плаховиту нарав и њене, по њиховом мишљењу, одвећ радикалне идеје. Пошто се суочила са неодобравањем и отпором одбора, Дејвисова је дала оставку, а на њено место дошао је Џин Хершолт, који је, на изненађење Академије, почео да спроводи реформе које је глумица раније осмислила.
Након разлаза са Академијом, Бети се посветила свом новом филму Велика лаж, у ком је, за промену, глумила добру и осећајну жену. Да би је натерао да буде љупка и весела, њен партнер у филму, Џорџ Брент, кришом ју је голицао тако да не виде сниматељ и режисер. Навикнута на сасвим другачију Бети, публика није са одушевљењем дочекала Велику лаж, тако да већ у следећем филму, Дејвисова се вратила свом омиљеном типу јунакиња с улогом невероватно злобне Реџине Гиденс. Била је то драма Мале лисице, снимљена средином 1941. године, где је Бети играла окрутну јужњачку богаташицу спремну да се одрекне властите породице зарад сопствених замисли. Иако је једном напустила снимање и није се појављивала неколико дана, Бети је за Мале лисице сваке недеље добијала три хиљаде долара. Када је сазнала да је Ворнер, „позајмивши је“ Голдвину, чији је био филм, добио 385.000 долара, захтевала је и добила половину зараде од матичног студија. Филм је снимљен по сценарију Лилијан Хелман, а режисер је био Вилијам Вајлер. Реџину Гиденс је пре Бети у позоришту играла Талула Банкхед, и Хелманова је била у потпуности задовољна њеном глумом. Вајлер је мислио да би лик у филму требало учинити хуманијим, док је Бети инсистирала да Реџина постане још злобнија, због чега је дошла у жесток сукоб са режисером. Схвативши да би свако веће супротстављање тврдоглавој глумици угрозило пројекат, Вајлер је попустио. Бети је одиграла улогу на свој начин и за њу опет била номинована за Оскар за најбољу главну глумицу, али Вајлер са њом више никада није радио. Филм је био велики биоскопски хит захваљујући коме је Дејвисова постала међународна звезда, док је Реџина Гиденс била изабрана за једну од највећих филмских негативки свих времена.

### 1942—1945: Активизам у Другом светском рату
Након напада на Перл Харбор 1942, Дејвисова паузира са снимањем и одлази да финансијски потпомогне савезнике продајући ратне обвезнице. Џек Ворнер је критиковао да превише агресивно привлачи купце, на шта је она одговорила да је људи највише воле када је кучка. Од обвезница је зарадила два милиона, а од свог постера из Џезебела – 250.000 долара.
Била је једина бела звезда која је наступала пред црначким пуковима, у трупи Хати Макданијел и Етел Вотерс. На сугестију Џона Гарфилда, стари војнички клуб у Холивуду је уз помоћ Керија Гранта претворила у ексклузивни ресторан Hollywood Canteen, где су филмске звезде радиле као конобари и биле на услузи војницима. Бети је користила свој утицај да свако вече доведе нове глумце и глумице. Касније је снимљен филм Hollywood Canteen, у коме је она глумила себе, и за који је рекла да је један од њених пројеката на који је истински поносна. Глумица је 1980. за своју моралну и финансијску помоћ пружену народу током рата, добила Орден за цивилне заслуге од Министарства одбране Сједињених Америчких Држава.
Крајем 1942. Бети је снимила филм На раскршћу, где је дала једно од својих најпознатијих портретисања просечне, рањиве жене. Није показивала велико интересовање током снимања, јер очигледно то није била једна од оних улога које је волела. Проуцент јој је ипак скренуо пажњу да би било добро за њу када не би напустила снимање, јер је женском делу њене публике потребан баш један овакав лик, у љубавном филму, који ће им на трен одвојити мисли од сиве, послератне реалности. И за ову улогу је била номинована за Оскара, а National Board of Review је написао да је „Бети филму дала достојанство, које му је било ускраћено сценариом.“ Неки њени филмови из тог периода су за тему имали рат, или су пропагирали борбу против нацизма. Најпознатији међу њима је била драма Стража на Рајни, са Полом Лукасом у главној улози. Бети је 1943. снимила и пропагандни мјузикл Захвали својим срећним звездама, где се појављује велики број холивудских звезда. Бети је овде извела потоњи велики хит They're Either Too Young or Too Old. Исте године је играла главну улогу у филму Старе познанице, са Миријам Хопкинс, која је била у улози њене највеће ривалке. Редитељ је имао великих проблема са глумицама, које су ривалство и анимозитет са платна пренеле на сет.
Бети се непрестано жалила да Миријам покушава да јој украде филм, а касније се нашалила да ништа није морала да ради у сцени где је Хопкинсова ван себе од беса и љубоморе. У другој половини 1943. снимила је драму Господин Скефингтон, коју је због једног трагичног догађаја, покушала да напусти. Иако је одавно имала репутацију тешке и захтевне глумице, на снимању овог филма је више него икад измучила људе око себе. Најпре је бескомпромисно одбијала да снима сцене које јој се нису допадале. Потом је захтевала да се промени сценографија. Често је импровизовала дијалоге и тако глумце доводила у забуну, иако је сценариста неколико пута преправио сценарио онако како је она наложила. Бети је овакво понашање касније објаснила речима: „Када сам била најнесрећнија, нисам кукала већ критиковала све око себе.“ За конфликте који су настали на снимању, делимично је одговоран и Џек Ворнер, који јој није дозволио да напусти филм када су околности то очекивале. Неки критичари су сматрали да је глумица овде дала и више него што је требало, док је Џејмс Ејџи написао да Дејвисова у овом филму на маратонској скали показује све страхоте егоцентризма. Ипак, Академија је сматрала да је њена изведба била одлична, те је Бети осми пут била номинована за Оскар за најбољу главну глумицу.

### 1946—1950: „Све о Еви“ – спектакуларни повратак
Дејвисова је 1945. одбила насловну улогу у филму Милдред Пирс, и није ни слутила да ће је добити њена највећа непријатељица, Џоун Крафорд, и чак за њу бити награђена Оскаром. Бети је те године прихватила улогу учитељице која подучава младог велшког рудара, у екранизованој верзији представе The Corn is Green, коју је на Бродвеју изводила Етел Баримор. Студио је желео да филм добије изразито романтичну ноту, те је захтевао да Бети изгледа што млађе. Она напротив није мислила да је то најбоље решење, те је одлучила да ће носити сиву перику, а у одећу ушивати материјале како би изгледала дебело и аљкаво. Један критичар је њен посао у филму прокоментарисао речима: „Једино је Бети Дејвис успела да сузбије тако очигледну намеру студија да главном побудом главног лика учини незадовољену сексуалну жељу. Суптилна изведба на којој је инсистирала, задржала је пак фокус на чистој срећи наставника када знање може да преноси другима.“ Са зарадом од два милиона долара, ово је био њен финансијски најуспешнији филм, и у то време прави комерцијални спектакл.
Међутим, већ следећи филм који је снимила, престигао је успех претходног. Била је то драма Украдени живот, која је зарадила два милиона и петсто хиљада долара, и једини филм који је Бети снимила за властиту, БД продукцију. Драма Deception из следеће године, била је њен први филм чија зарада није покрила трошкове снимања. Бети је те године проглашена за најплаћенију жену у Сједињеним Државама, и требало је да глуми у обећавајућој драми Опседнута. Сазнавши да је у другом стању, предаје улогу Крафордовој, која поново добија номинацију за Оскара. Првог дана маја 1947. Дејвисова је родила кћерку и била толико срећна и испуњена, да је планирала да оконча филмску каријеру. Није пуно прошло, а ентузијазам за материнством је нестао и глумица је разматрала бројне понуде које су стизале. То је међутим био тренутак када је Бетина популарност код њене најверније публике почела да опада.
Глумица је након те мале паузе почела да пажљивије бира улоге, и да снима мање филмова годишње. Међу понудама које је одбила, била је и главна улога у романси Афричка краљица, коју је добила Кетрин Хепберн. Када је чула да ће филм заиста бити снимљен у Африци, Бети је рекла: „Ако нисте у стању да филм снимите у чамцу, у задњем дворишту студија, онда заиста нисам заинтересована“. Понуђена јој је и рола у затворској драми Caged, међутим и њу је одбила, речима да не жели да игра у филму за лезбаче. С друге стране, јако је желела да игра Линколнову супругу Мери Тод, и терала је Џека Ворнера да јој дозволи снимање, али он никада није пристао. Године 1948. снимала је драму Winter Meeting, али елан са којим је радила на почетку, нестао је када је видела да се мекше осветљење, захваљујући којем глумице у годинама изгледају млађе, које се користи за стару Рут Чатертон, користи и за њу. Каже да је горко зажалила што је прихватила улогу, и није се уздржавала од критиковања својих колега, режисера и сценаристе. Сумњала је у глумачка умећа главног глумца, и бунила се када је сценарио преправљен, јер је њен лик тиме изгубио све оно због чега је и прихватила улогу. За филм је речено да нема краја, и да је „од свих јадних дилема у које је госпођа Дејвис силом увучена, ова вероватно најгора“. Winter Meeting је подбацио и на благајнама, па је Ворнер брадерс изгубио више од милион долара.
 Током снимања Јунске младе, њене прве комедије после више од десет година, Дејвисова се сукобљавала са колегом и партнером у филму, Робертом Монтгомеријем, називајући га мушком Миријам Хопкинс. „Он је сјајан глумац, али једноставно је зависан од крађе сцена“, рекла је после снимања. Упркос солидним критикама, комедија није била биоскопски хит. То међутим није спречило Ворнер да са Бети потпише уговор на четири филма, који глумици обезбеђује приход од 10.285 долара недељно, и продужи њен статус најплаћеније жене у Америци. Крајем 1949. ангажована је за филм С оне стране шуме, а да јој претходно није дозвољено да прочита сценарио. Када је схватила да се ради о јако лошем филму, Бети је први пут у животу молила Џека Ворнера да је замени другом глумицом, што је он без размишљања одбио. Критике су биле оштре и нису је штеделе. Хеда Хопер је написала: „Ако је Бети намерно хтела да згази своју каријеру, није могла одабрати боље возило“.  је објавио оно што је и сама глумица слутила: „ово је било несрећно финале њене бриљантне каријере“. Једино што је по мишљењу многих вредело у филму јесте реченица и начин на који је Бети изговара када уђе у кућу: Која депонија! (ен – What a dump!). Амерички филмски институт је изабрао за једну од 100 најбољих филмских фраза свих времена, а постала је и незаобилазна тачка Бетиних имитатора, као и саме Бети која би њоме почињала све своје изјаве у јавности. Иако је песимистично размишљала о будућим пројектима, Дејвисова је раскинула уговор са Ворнером и одлучила да се не везује ни за један студио, већ да снима хонорарно, на шта се у то време ниједан глумац није усуђивао.
Почетком 1950. снимила је драму Payment on Demand, и то је било једино што је урадила од када је напустила Ворнер, а нове понуде још увек нису стизале. Једног дана је назвао продуцент и сценариста Дарил Ф. Занук, и понудио јој главну улогу у филму Све о Еви. Лик Марго Ченинг урађен је заправо за Клодет Колбер, која се у то време опорављала од повреде кичме. Снимање је одложено на два месеца, како би француска глумица била спремна, међутим она ни тада није била у стању да снима. Бети је прочитала сценарио и рекла да је то најбољи текст који је икада држала у рукама.
Пуна елана и жеље за правим филмом, отпутовала је у Сан Франциско после неколико дана и одмах почела снимање. Марго је средовечна глумица, која се поред љубавних и пословних проблема, суочава и са брзим напредовањем своје младе асистенткиње. Ева је годинама радила за Марго, а њена мирна и љубазна природа није успела да завара једино њену шефицу. Ченингова је од самог почетка знала да је девојка ту како би од ње украла занат. Иако је на кратко заблистала у највећем сјају, Ева и сама долази у исту ситуацију у којој је била и Марго. Мада у филму заправо нема добрих и лоших ликова, Марго је та која на крају морално тријумфује, прилазећи Еви и честитајући јој на постигнутом успеху, уз малу али жестоку опаску. Бети је још једном била номинована за Оскар за најбољу главну глумицу, и премда је више него икада била фаворит, није добила награду. За ово виртуозно извођење је међутим добила признања са бројних филмских фестивала, између осталих, и са Канског. Критичари су се сложили да је ово круна њене каријере и најбоља улога коју је одиграла. Имала је још и посебну тежину јер је била аутобиографска, и сви су у њој видели саму Дејвисову – некада највећу филмску звезду на планети, а тада стару глумицу без посла, која је гледала како младе и атрактивне девојке свакодневно постају глумице. Успех код критичара који је постигао филм Све о Еви, престигао је једино Титаник, пола века касније. Био је номинован за четрнаест Оскара, а 1990. је стављен под заштиту Националног филмског регистра САД. Осам година касније, проглашен је за један од двадесет најбољих филмова свих времена. Једна реченица коју изговара Бети такође је изабрана међу сто најбољих филмских фраза – схвативши да је време да безобразлуку већ једном стане на крај, Марго каже пријатељима: „Вежите појасеве, биће ово луда ноћ!“

### 1951—1960: Нагли пад популарности
Након бројних приватних проблема 1951, Бети је отпутовала у Енглеску, на снимање криминалистичког филма Another Man's Poison. Он је добио углавном лоше оцене филмских критичара, а исто тако је прошао и на биоскопским благајнама. Било је то изненађујуће с обзиром на углед који је тада Дејвисова уживала захваљујући огромном успеху који је годину дана пре постигао Све о Еви. Следеће године је у драми Звезда играла глумицу која је спремна на све само да на кратко продужи своју каријеру и добије бар још неколико добрих улога. Иако је за овај филм девети пут била номинована за Оскара, њена популарност је приметно опадала, а звање најпопуларније холивудске глумице понела је Кетрин Хепберн. Бети је те године први пут заиграла у мјузиклу. Био је у питању Two's Company, који се изводио на Бродвеју, и где се видело да Дејвисовој недостаје искуство у оваквим представама.
Неколико филмова које је снимила педесетих били су похваљени од стране критике, док је већина добила изузетно лоше оцене. Они који су поред Звезде добро прошли, били су Storm Center и Payment on Demand. На све стране су критиковали њен избор улога, као и веома мали труд око њих. The Hollywood Reporter је објавио да се глума слична оној коју даје Дејвисова може наћи у ноћном клубу, док је један од лондонских критичара написао да је Бети пропала од егоизма, и да су њој добри једино лоши филмови. Крајем 1960. Бети се развела, а убрзо потом њена мајка је преминула. Нове филмске понуде није добијала и мислила је да је њеној филмској каријери поново дошао крај. Стога је прихватила гостујућу улогу у серији Wagon Train. Тиме је окончала најлошију деценију у својој каријери, али и у приватном животу.

### 1961—1970: „Шта се догодило са Беби Џејн?“
Почетком 1961. Бети је играла у бродвејској представи The Night of the Iguana, али видевши да добија само лоше критике, раскида уговор после четири месеца, уз образложење да није у стању да глуми због једног хроничног обољења. Исте године тумачи споредну улогу у филму Џеп пун чуда, а следеће прихвата главну у психолошком трилеру/хорору Шта се догодило са Беби Џејн?. Филм је режирао Роберт Олдрич, док је у споредној улози била Џоун Крафорд. Иако је Дејвисова оценила да би ово требало да буде велики комерцијални успех захваљујући Хичкоковом Психу који је две године пре оживео интересовање за овај жанр, њена очекивања су била далеко премашена. Последњи пут је била у конкуренцији за Оскар за најбољу главну глумицу, а први пут у каријери је добила номинацију за Награду BAFTA. Поред тога, филм је био један од финансијски најуспешнијих те године, а Дејвисова је по договору добила десет процената од зараде, што је износило око милион и пет стотина хиљада долара.
Она и Крафордова су у Шта се догодило са Беби Џејн? играле две сестре, некада велике холивудске глумице које живе у својој вили у Лос Анђелесу, а притом Беби Џејн Хадсон (Бети) нештедимице терорише Бланш (Џоун). Режисер је после снимања рекао да су се „истински мрзеле, али да су се понашале беспрекорно, зато што су знале од коликог је значаја њиховим каријерама један овакав филм“. Тензија која је владала током снимања, ескалирала је тек када је филм изашао у биоскопе.
Премда је Шта се догодило... нагло оживео Бетину посусталу популарност у народу, редитељи и продуценти су и даље избегавали да је ангажују. Стога је у недељнику Variety, у септембру 1962. дала оглас: Мајка троје деце – 10, 11 и 15 година. Разведена. Американка. Са тридесетогодишњом глумачком каријером. Још увек мобилна и љубазнија него што је приказују гласине. Жели стално запослење у Холивуду (које је некада имала на Бродвеју). Бети је рекла да је ово требало да буде шала, али идеја је веома успела те су стизале бројне понуде. Био је то њен велики повратак на биоскопско платно. Први филмови у којима је потом глумила су били трилер Пола Хенрида Ко је сахрањен у мом гробу?, и романтична драма Where Love Has Gone. Крајем године играла је Шарлоту у психолошком хорору Тихо, тихо, Шарлота, својеврсном наставку филма Шта се догодило са Беби Џејн?. Ту је поново радила са Олдричом, али и са Џоун Крафорд, која је напустила снимање и била замењена Оливијом де Хевиленд, због великих потешкоћа у сарадњи са Бети. Филм је био велики комерцијални и критички успех, и донео је позну славу старим глумцима који су у њему играли. Дејвисова је такође добила главну улогу у комедији The Decorator Арона Спелинга, међутим њено снимање је најпре пролонгирано а касније и отказано. Године 1965. била је у главној улози у британском психолошком трилеру Дадиља, који је добио добре критике и за који је била похваљена речима да бриљантно игра лудаке. Три године касније била је у улози суровог матријарха породице Тагарт у филму Годишњица. Иако је њена изведба поново била похваљена, филм је веома лоше прошао код публике и зарада није премашила трошкове снимања, што је поново пољуљало Бетину каријеру. Већ са драмом Connecting Rooms, која је оцењена као веома досадна, публика је стекла утисак да се каријера велике глумице овог пута дефинитивно ближи крају.

### 1971—1990: „Августовски китови“
Почетком 1970. Бети је добила позив из Њујорка да се појави у излагању Great Ladies of the American Cinema, где је током пет вечери шест глумица причало о својој каријери; поред Бети, биле су ту и Мирна Лој, Џоун Крафорд, Розалинд Расел, Лана Тарнер и Силвија Сидни. Шоу је био веома успешан, и Дејвисова је потом гостовала у Аустралији и Енглеској, на одушевљење њених бројних фанова. Године 1972. играла је главне улоге у ТВ–филмовима Madame Sin и The Judge and Jake Wyler, који су првобитно били осмишљени као мини-серије. Потом је кренула на америчку турнеју са представом Miss Moffat, но прекинула је, пожаливши се на повреду кичме, одмах пошто је филаделфијска публика извиждала перформанс. Четири године касније добила је мале улоге у хорору Burnt Offerings, са Карен Блек, и ТВ–драми The Disappearance of Aimee, са Феј Данавеј. Бети је на снимањима жестоко изгрдила обе младе глумице због непрофесионалног и бахатог понашања, као и због непоштовања њених година. Године 1977. постала је прва жена која је добила Награду за животно дело од Америчког филмског института. Бројне колеге дошле су да јој одају почаст, а међу њима су били Натали Вуд, Хенри Фонда, Џејн Фонда, Оливија де Хавиленд, која је рекла да је Бети увек добијала улоге које је она желела, као и Вилијам Вајлер. Потом је уследио низ мањих улога у ТВ–филмовима и мини-серијама: The Dark Secret of Harvest Home, White Mama, Strangers: The Story of a Mother and Daughter, за коју је награђена Емијем за најбољу главну глумицу. Ова улога је због великих приватних проблема са кћерком, за њу имала симболично значење те није волела да много прича о њој. Кћерку у серији је глумила Џина Роуландс. Следеће године је Дејвисова играла ексцентричну аристократкињу, мадам Шилер, у филму Смрт на Нилу, адаптацији истоименог романа Агате Кристи, а потом и мање улоге у Дизнијевим филмовима Повратак са Вештичје планине и The Watcher in the Woods. Бети је по трећи пут добијала типски потпуно исте улоге: била је помало зла и себична старица, усамљени и отуђени матријарх. Такви су били њени ликови у серијама Породично окупљање (1981), Клавир за госпођу Чимино (1982) и Right of Way (1983), где јој је партнер био Џејмс Стјуарт. Почетком 1983. дијагностикован јој је рак дојке, а нешто касније су и њене несугласице са кћерком кулминирале великом свађом и разлазом. Бети је 1985. глумила у криминалистичком филму Убиство са огледалима, такође снимљеним по Агатином роману, а 1986. у драми As Summers Die. Последњи филм који је завршила била је драма Августовски китови, где је први пут у каријери глумила са Лилијан Гиш. Њих две су у филму сестре које су се, упркос великим разликама у темпераменту и схватањима, навикле на заједнички удовички живот и ослонац су једна другој у позној старости. Ово је био њен последњи филм, за који је уједно била изузетно похваљена. Толико добре критике није добила још од 1962. и филма Шта се догодило... Бети је као и обично била зла сестра. Један од критичара је њен лик упоредио са старим, мрзовољним стршљеном који режи и посрће, док је Вашингтон пост написао да је „Бети ратоборна и нагла као и увек. Они који је воле као нетрпељиву, неће бити разочарани. Још увек су то оне плаве очи из којих сјаји претња. Очекујете да сваког тренутка прекине филм и почне да грди због лошег осветљења“. Последњи филм у ком је играла, изашао је у биоскопе тек после њене смрти, а она њен део није снимила до краја. Дејвисова је 1989. једанаест минута играла насловну улогу у комедији Чудна маћеха. Већ од самог почетка снимања је имала размирице са режисером, који није показивао превише разумевања према њеним годинама. Бети је зато једног дана једноставно напустила филм, без даљег објашњавања, схвативши да је време за крај.

## Приватни живот

### Бракови и афере
Будући да је одгојена као протестанткиња, те су се многе ситуације, тако уобичајене у Холивуду, косиле са њеним схватањима и моралним начелима, Дејвисова је у почетку била изложена подсмесима искусних холивудских колега. Њена мајка је из тог разлога била забринута када је чула да ће Бети у свом првом филму мењати пелене једном детету, чији не зна пол. Сниматељи су сведочили да је глумица црвенела до суза када је схватила да је беба дечак, и први пут у животу видела пенис.
Бети се 1932. удала за Хармона Нелсона, који је од тада постао честа мета штампе и предмет исмевања. Наиме, медији су неретко наглашавали да муж Бети Дејвис зарађује једва четиристо долара месечно, док она за то време заради око четири хиљаде долара. То у почетку није сметало њиховој вези, међутим касније је било непремостива препрека. Иако је Дејвисова често истицала да је нормално да једна холивудска глумица зарађује више од свог супруга, Хармон јој није дозволио да купи кућу док он сам не скупи довољно пара за то. После неколико абортуса, и много стрпљења, Бети га је напустила 1938. године. Хармон је на бракоразводној парници обелоданио да је његова супруга била у вези са Хауардом Хјузом, и још додао да је у браку била веома сурова и нечовечна. Исте године је глумица била у бурној љубавној вези са Вилијамом Вајлером. Бети је говорила да је пронашла љубав свог живота и да је снимање Џезебела био „период њене најпотпуније среће.“
Године 1940. Дејвисова је купила малу фарму Butternut, и претворила је у луксузну резиденцију, где се преселила њена мајка Рути. Шетајући се једног дана шумом која је била у њеном поседу, глумица се изгубила а човек који је пронашао, био је њен сусед, Артур Фарнзверт. Од тада је постао сталан гост у њеној кући, а били су венчани већ до краја године. После три године мирног и стабилног брака, на снимању филма Господин Скефингтон, Дејвисовој је јављено да јој је муж колабирао на улици, и да је смештен у болницу. Умро је после два дана, а аутопсија је показала да је добио фрактуру лобање. Артур је и две недеље пре тога повредио главу, паднувши низ степенице, због чега је ова мала незгода имала фаталне последице. Бети је због те претходне несреће била под истрагом, међутим није пронађен ни један доказ који би указивао на то да га је она гурнула. Када је тражила од Џека Ворнера да јој дозволи да напусти филм како би била уз мужа, он јој је љубазно ставио до знања да мора да настави. То можда објашњава њено неподношљиво понашање које је уследило на снимању, и које је често изазивало револт осталих глумаца. Бетин трећи муж био је мање познати сликар Вилијам Грант Шери, који је често радио и као масер. Глумици се необично допало то што је када су се упознали тврдио да никада није чуо за њу. Венчали су се 1945. а развели 1950. године, када се Дејвисова на снимању филма Све о Еви заљубила у колегу Гарија Мерила, који је убрзо постао њен четврти и последњи супруг. Венчали су се 28. јула 1950, после само двадесетпет дана од окончања бракоразводне парнице са Шеријем. Кћерки Барбари Дејвис, коју је 1947. родила са Вилијамом, додато је презиме Мерил, док је са новим супругом усвојила још једну девојчицу и назвала је Марго. Године 1952. пар је усвојио и сина Мајкла. Те године су лекари открили да Марго има нека оштећења на мозгу, изазвана незгодом неколико дана после рођења. Ово је изазвало велику кризу у животу Мерила и Дејвисове, и та криза никада није превазиђена. Обоје су оном другом приписивали кривицу за бебино здравље, Бети се још и опијала и физички разрачунавала са Гаријем. Развели су се 1960, након чега је глумица до краја живота остала сама. У позним годинама је изјавила да „ниједан од њена четири супруга није био довољно мужеван да постане господин Дејвис.“

### Сукоб са кћерком
Бети и њена кћерка Барбара су одувек биле у не тако добрим односима, међутим нетрпељивост коју је Барбара показивала према мајци, још од њених бурних свађа са мужем, расла је годинама. Кулминирала је када се девојка окренула религији и притом почела да преобраћа Бети. У кући су живеле две потпуно различите особе, једна религиозна и конзервативна, а друга либерална и превише колерична, те су свађе биле свакодневница. Када се 1985. вратила из Енглеске, са снимања филма Убиство са огледалима, Дејвисова је сазнала да је њена кћерка у међувремену објавила своје мемоаре, односно својеврсну биографију њене мајке, названу My Mother's Keeper. Барбара се ту бавила свим њиховим проблемима, о Бетином проблему са алкохолом; писала је о менталној суровости њене мајке, емоционалној хладноћи, егоцентричности и, по мишљењу своје породице и пријатеља, изнела бројне неистине, с циљем да што више наружи Бетино име. Јавност није реаговала на начин на који је Барбара очекивала, већ је стала у глумичину одбрану, као уосталом и Бетине колеге. И Гари Мерил, бивши супруг Дејвисове, рекао је да је незахвална ћерка само хтела да заради на мајчином имену. Дејвисова је била више изненађена него повређена. У отвореном писму које јој је написала, рекла је да је збуњена и да се пита ко је Барбара у ствари. Додала је још и да је ту књигу схватила као знак за захвалности за врло привилегован живот који је водила.
Бети је кћерку и њену децу након овога искључила из тестамента. То писмо је заправо било последња глава њене друге биографије, This 'N That, коју је глумица написала 1987. Премда се у целој књизи бавила својом каријером од 1960. до 1985, Бети је писала и о сукобу са Барбаром. Рекла је да се од можданих удара некако и опоравила, али да се никада неће опоравити од сазнања да је њено дете писало неистине њој иза леђа. Ипак, у једном интервјуу из 1989. године, на питање шта осећа према Барбари Мерил, глумица је рекла: „Наравно да је волим. Она је ипак моја крв.“

### Болест и смрт
Године 1983, док је радила на мини-серији Хотел, Бети је сазнала да има рак дојке. Будући да је болест била у поодмаклој фази, дојка јој је одстрањена неколико дана касније. Две недеље након операције, глумица је преживела четири мождана удара, који су изазвали парализу левог дела лица и левог рамена. Дејвисова се дуже време физички и психички опорављала, али баш у то време њена кћерка је објавила своје мемоаре, чија је садржина потресла и повредила њену мајку. Бети је колабирала током доделе награда American Cinema Awards 1989, међутим то је није спречило да отпутује у Шпанију, где је требало да јој буде додељена награда за животно дело. Ту су њено здравље нагло погоршало, те је отишла у Француску, плашећи се да лети натраг у САД. Умрла је 6. октобра исте године, у једанаест часова и двадесет минута увече, у француском градићу Нејиу. Бети је читаве последње три деценије свог живота мрзела што у кревет одлази сама, а ноћи је сматрала застрашујућим. То је била велика иронија судбине с обзиром на то да је док је била млада говорила да старење није за пичкице.
Бети Дејвис је сахрањена у меморијалном парку Форест Лоун, у Холивуду, поред њене мајке, Рути, и ментално оболеле сестре Боби. На њеној надгробној плочи написан је епитаф Радила је на тежи начин (ен – She did it the hard way). То је заправо реченица којом ју је 1951. описао Џозеф Л. Манкевиц. Њена заоставштина је касније процењена на шестсто хиљада до милион долара.

## Утицај, критике и признања
Бети је била највећа холивудска звезда у периоду после Марлен Дитрих и Грете Гарбо, а пре Кетрин Хепберн, Мерилин Монро, Елизабет Тејлор и Одри Хепберн, и једно од значајних имена у историји филма. Била је прва глумица која није избегавала улоге негативаца, већ их је оберучке прихватала и од њих направила каријеру. Борила се за већа права и слободе филмских звезда, те је у ту сврху покренула судски поступак против компаније Ворнер брадерс. Залагала се за могућност бирања улога по сопственом нахођењу и покушала је да спречи превелико уплитање продуцената у ствари које се тичу самих глумаца. Постала је прва жена председник Америчке академије за науку и филм, али на тој позицији није дуго остала. Када је 1953. номинована за Оскара, била је прва особа која је десет пута била номинована за ту награду. Сматра се и да је она заслужна што награда носи то име, рекавши да је подсећа на њеног мужа.

Дејвисова је била глумица карактера, а током каријере је променила чак три типа улоге. Тридесетих и четрдесетих је играла бескрупулозне и лукаве жене, и то је био најуспешнији период у њеној каријери. Шездесетих је глумила луде старице, те постала зачетник новог поджанра у категорији трилера, у коме је главни негативац ментално оболела жена. 
 Десет година касније, када су јој здравствени проблеми онемогућили сваку већу активност, Бети је тумачила улоге беспоговорних породичних матријарха, а одличне критике добила је чак и за свој последњи филм. Глумица је већ од четрдесетих постала предмет имитација и пародија. Магазин Los Angeles Examiner је међутим написао да ниједан имитатор није успео да имитира Дејвисову онако како је она саму себе у филму С оне стране шуме, док је Тајм (енгл. Time) објавио да Бетина глума често и није права глума већ једноставно представљање саме себе: „Али чик покушајте да гледате у неког другог!“ Улога Лесли Крозби је похваљена речима да је то један од најнеобичнијих женских ликова у историји филма, док је за Марго Ченинг речено да је Бети успела да прикаже један изузетно реалан лик, икону великог стила.
Године 1977. Бети је постала прва жена која је добила Награду за животно дело од Америчког филмског института, с чиме почиње низ нових признања и награда. Дејвисова тада креће на турнеје по свету, где је давала интервјуе, гостовала у емисијама и шоу програмима, и где је слављена њена плодна каријера. Гостовала је и код Ларија Кинга, Џоан Риверс, Џонија Карсона и Дејвида Летермана, и све те емисије су имале изузетну гледаност и често биле репризиране. Крајем 1988. добила је награду Kennedy Center Honor за изузетан допринос филмској уметности, затим награду Film Society of Lincoln Center Lifetime, а у Француској је била проглашена витезом Легије части. У Италији је прогашена за Campione d'Italia, што је највише цивилно одликовање у тој земљи, док је на Међународном филмском фестивалу у Сан Себастијану, у Шпанији, такође добила награду за животно дело. Непосредно пред смрт била је на насловници магазина Лајф, који је прогласио за највећу филмску звезду њеног доба. Глумица је тада била пријатно изненађена још једним необичним признањем. Наиме, ради се о песми Bette Davis Eyes коју је извела америчка кантауторка Ким Карнс. Бетин унук је био изненађен што је његова бака предмет једног светског хита, најпродаванијег сингла у Америци 1981. године. Као и он, бројна млада популација је тек тада схватила величину једне Бети Дејвис, што је изазвало нов талас интересовања за њен живот и дело. Бети је певачици и текстописцима написала писмо где им се захвалила на тој великој почасти, а Ким јој је заузврат послала златно издање плоче, коју је глумица окачила на зид.
Амерички филмски институт је Дејвисову 1999. године прогласио за другу најбољу глумицу 20. века, после Кетрин Хепберн. Године 2008, на сто година од њеног рођења, Влада Сједињених Држава је пустила поштанску марку са ликом Бети Дејвис у филму Све о Еви, док је на Бостонском универзитету организовано комеморативно славље. Енциклопедија Британика је Дејвисову прогласила за једну од 300 жена које су промениле свет. Бетин син, Мајкл Мерил, установио је Фондацију Бети Дејвис, која сваке године стипендира одређен број студената глуме у Америци.

## Узор геј мушкараца
Написане су студије и снимљени документарни филмови о Бетином утицају на ЛГБТ заједницу; најновији филм је снимљен 2009. и назван је Queer Icon: The Cult Of Bette Davis. Иако је у Лос Анђелесу једно време делила стан са геј мушкарцем, и излазила са његовим пријатељима, то јој није сметало да често даје хомофобичне изјаве. Говорила је да јој никада неће бити јасно како два бића истог пола могу да се привлаче, као и да никада није срела мушкарца који би могао да се такмичи са једном женом. На питање има ли нешто против законских мера којима се ЛГБТ људима дају већа права, рекла је: „Слобода за геј особе? Немам ништа против тога, али ту нема ничега што би се мене тицало“. Упркос томе, геј мушкарци су одувек били њена најбројнија публика, и она је то знала. Дејвисова није била класична фатална холивудска заводница, нити пак повучена и послу предана филмска глумица. Оно што је карактерише јесте амбивалентна сексуалност и мушка снага и храброст на свом путу до славе. Бети није презала ни од кога и ни од чега да каже шта мисли и уради шта жели. Својим улогама самосвесних, храбрих и непокорних жена помогла је генерацијама геј мушкараца да по сваку цену остану верни себи упркос критикама и одбацивању околине. Амерички публициста Ентони Слајд је рекао да Дејвисова тако представља агента геј особа на филмском платну, за шта су јој се гејеви и транссексуалци одужили честим имитирањем и пародирањем, те тако одржавањем њене популарности и после смрти. Често је као пример велике помоћи геј заједници навођена њена улога у филму Победа над тамом, који квир теоретичар Ив Сеџвик назива епистемологијом ормана. Глумица је надахнуто одглумила Џудит Трахерн, жену која у последњем тренутку схвата да је цео живот чинила против себе и да је време да се промени, да живи онако како је нормално. Многи гејеви и лезбијке су у том лику препознали себе и своје вечито скривање и претварање, те одлучили да говоре о свом сексуалном опредељењу. Ед Сиков, један од њених биографа, рекао је да је Бети Дејвис до те мере била инспирација хомосексуалцима 20. века, да су они развили праву геј–поткултуру, угледајући се на ликове које глуми, и обожавајући је готово као божанство.
Годинама касније Бети се борила против сваке врсте дискриминације, па и против сексуалне. Пружала је безрезервну подршку свом сину Мајклу, када је признао да је хомосексуалац, а за ЛГБТ заједницу је рекла да су они најзахвалнија уметничка група људи на свету, кад је уметност у питању. Веома стара, Дејвисова је на једно питање у вези са својом сјајном каријером, одговорила: „Великим делом је на успех моје каријере утицао добар пријем који сам имала код геј мушкараца. Они су веома образовани и воле уметност, и наспрам њих, обичан мушкарац изгледа глупо“.

## „Радила је на тежи начин“
Џек Ворнер је 1964. рекао да је „магични таленат претворио ту ружњикаву девојку у велику звезду“, а Дејвисова је нешто слично изјавила 1988. године: „На успеху у каријери свакако не могу да захвалим физичком изгледу“. Рекла је да на почетку каријере била шокирана идејом о томе шта је предуслов да неко буде филмска звезда, и да је то учинило да постане таква каква је. „У мојој професији, ако нисте чудовиште, онда не можете бити звезда“. Редитељ Џозеф Л. Манкевиц, који је први пут радио са Дејвисовом на филму Све о Еви, био је запрепашћен њеним професионализмом и глумачким потенцијалом. На питање о сарадњи са великом глумицом, рекао је: „Она је била перфектна! Сваку реч и сваки слог је изговорила тачно! Тако спремна глумица је сан сваког редитеља. Горко се кајем што нисам радио са њом пре и после Еве.“ 
 Лари Коен, који је режирао њен последњи филм, Чудна маћеха, рекао је да му је било веома забавно радити са њом на препродукцији филма. Каже да се на неким деловима његовог намештаја још увек виде рупе од њених цигарета и тврди да их са поносом показује гостима јер их је направила, ни мање ни више него Бети Дејвис! Он је још додао и да га је нервирало што је одувек охрабривана да се понаша безобразно: „И саму себе је називала том одвратном речју – кучка!“ Редитељ Роберт Олдрич, са којим је Бети радила неколико пута, рекао је да је она једна тешка старица, која се само свађа са свима, „али када видите шта ради пред камерама, схватате да се борила за праву ствар“. Хенри Фонда је открио да су били добри пријатељи скоро тридесет година, и нашалио се да има рупе од цигарета по кући да то и докаже. Новинар Џим Емерсон, који је интервјуисао 1988. у њеном луксузном стану на Сансет булевару, рекао је да је Бети нон-стоп палила нове цигарете и да од пепељаре једноставно није могла да се одвоји. Написао је још и да је говорила са осетним паузама, тако да би у секунду максимално контролисала своју интонацију и буквално испланирала које ће речи да употребљава. Међутим, нису сви имали речи хвале за набуситу глумицу. Њена отреситост и гадна нарав били су надалеко познати, и често су глумци нерадо пристајали да играју у филму у коме она глуми. Када је изабрана за главну глумицу у хорору Тихо, тихо, Шарлота, режисер је имао проблем да пронађе глумицу за споредну улогу. Понуду су добиле Кетрин Хепберн, Барбара Стенвик и Лорета Јанг, и све су глатко одбиле да глуме са Бети. И Вивијен Ли је била разматрана за улогу, но она се одмах оградила: „Још бих могла и да поднесем да у шест ујутро гледам Крафордову на некој плантажи на Југу, али Бети Дејвис нипошто!“ Бети није била напорна само колегама, већ и сниматељима и режисерима. Често би тражила да се нека сцена сними поново, или би одједном прекинула снимање не правдајући се никоме. Била је омражена и код сценариста, јер је неретко захтевала да само мало преправи сценарио, а онда би узела оловку и једноставно прецртавала шта јој се не допада. Сцену у којој намешта хаљину у филму Џезебел снимала је четрдесет пет пута, док у потпуности није била задовољна. Како је једном један критичар рекао, Бети је на послу „на маратонској скали показивала ужас егоцентризма.“ Селест Хоум, која је играла њену пријатељицу у филму Све о Еви, прекинула је сваки однос са Дејвисовом већ после првог снимања: „Дошла сам на сет... Први дан... Свима сам рекла добро јутро, а знате који је био њен одговор? О, срање! Стижу нам добри манири!“

## Занимљивости
- На снимању филма Господин Скефингтон, Бети се понашала веома самовољно и бахато, што је изазивало бес код осталих глумаца. Један од њих је кришом сипао киселину у Бетину маскару, због чега је глумица после викала од болова. Редитељ Винсент Шерман, ангажовао је детективе да открију починиоца, међутим његово име никада није обелодањено. Бети је касније сама признала да је у то време једино могла да је подноси њена мајка.[124]
- Након планетарног успеха филма Све о Еви, Бети је замолила Џозефа Манкевица да размисли о наставку, који ће се фокусирати на живот Марго и Била (играо га Гари Мерил, њен нови супруг). Када су се после неколико година развели, она је пришла Манкевицу на једној забави и рекла му: „Џо, можеш да заборавиш на онај наставак. Ја сам га играла, али није успео.“[123]
- Када је Линдси Андерсон, режисер филма Августовски китови, похвалио Лилијан Гиш да је била одлична у блиским кадровима, Дејвисова, која је играла њену сестру, подсмешљиво је добацила: Па она их је и измислила![125]
- Оскар који је Дејвисова добила за улогу у Џезебелу, купио је за 57 хиљада долара Стивен Спилберг, на аукцији 2001. године. Одлучио је да га не задржи за себе, те га поклонио Америчкој академији за филм.[126]
- На снимању филма Тихо, тихо, Шарлота Џоун Крафорд је обично кратко процедила Добро јутро када би долазила на снимање. Цела екипа би је поздравила, али не и Дејвисова, него би је тек након сат времена погледала и рекла: „О, добро јутро!“[127]
- Бети је била у конкуренцији за филм Ко се боји Вирџиније Вулф?, али је та улога отишла у руке Елизабет Тејлор. Требало је да добије и главне улоге у филмовима Милдред Пирс и Догодило се једне ноћи, међутим добиле су их Џоун Крафорд и Клодет Колбер. Кажу и да је била главни фаворит публике за улогу Скарлет О'Харе у филму Прохујало са вихором пре него што је добила Вивијен Ли. Све четири глумице су за поменуте улоге награђене Оскаром за најбољу главну глумицу.[87]
- Није познато колико су Бети и Марлен Дитрих биле блиске, али постоји анегдота да Дитрихова није волела Џоун Крафорд. Наводно, Марлен се једном у авиону сусрела са Крафордовом и није хтела да јој се јави. Да је овај догађај можда тачан, сведочи и то што је Дејвисова за Марлен имала само речи хвале. У једном интервјуу из 1987. рекла је да је Дитрихова дошла у Hollywood Canteen обојена у златно и учинила да сви присутни мушкарци буду потпуно затечени и опијени.[128]
- Мерилин Монро је била веома узбуђена што глуми поред Бети Дејвис (Све о Еви), да јој никако није полазило за руком да се сабере и успешно заврши своја снимања. Сцену у којој очи у очи прича са Бети снимала је једанаест пута, јер кад год би Бети побеснела (тако је захтевала улога) и почела да виче, ова би отрчала у угао да повраћа од страха.[129] Ипак, Дејвисова је за тада непознату глумицу имала само речи хвале и пророковала јој да ће једног дана бити велика звезда.
- Кетрин Хепберн, највећа глумица 20. века, никада није желела да сними филм са Бети, иако је ова то жарко желела. На питање шта мисли о Дејвисовој, у једном интервјуу из 1973, Хепбернова је одговорила: „Волим је. Мислим да је невероватно добра глумица.“[130]

### Ривалство са Џоун Крафорд
Не зна се када је почео анимозитет који су две глумице осећале једна према другој, и шта га је условило, али све до филма Шта се догодило са Беби Џејн? из 1962. оне нису показивале нетрпељивост. Постоје бројне анегдоте са снимања овог трилера. Бети је у сцени када шутира Џоун која лежи на поду, наводно заиста шутирала колегиницу у главу. За следећу сцену, када је беживотну вуче по кући, Џоун је у одећу ушила тегове како би што више намучила Дејвисову. Последице тих сплетки биле су још тада видљиве: Џоун је имала неколико мањих модрица, а Бети упалу мишића. Када је Академија номиновала Бети, али не и Џоун за Оскара, прва је ликовала а друга била бесна. Крафордова је тајно лобирала да Дејвисова не добије награду, а када је чула да Ен Банкрофт, такође номинована, неће бити у могућности да присуствује церемонији, љубазно се понудила да прихвати награду уместо ње. Када је победница проглашена, Бети је осетила руку на рамену, окренула се и видела пресрећну Џоун, која јој каже: Би ли се померила? Треба да ми уруче награду! Бети јој је то понижење вишеструко наплатила на снимању филма Тихо, тихо, Шарлота пар година касније. Крафордова, која је била један од директора Пепсија, покушавала је на све начине да промовише своја пића, убацујући у кадар флаше са пепси-колом и пепси-аутомате. Како би јој осујетила планове, Бети је тражила да се у сцени снимљеној у граду забележи и камион кока-коле. Она се такође жалила и на хирове Крафордове у виду честог преоблачења и куповине нове одеће.
 Када је Џоун једном заспала током паузе, и пробудила се касно у ноћ, видела је да на сету нема никога, и да је чак и опрема однета. Била је апсолутно свесна чијом наредбом је нису пробудили, и после неколико дана објавила екипи да је болесна и да ће јој требати мало времена да се опорави. Када се вратила на снимање, сви су је пријатно дочекали, па и Бети која јој је поклонила црвену ружу, а потом узела црвену оловку и прецртала текст који је Крафордова говорила. Ово ти није потребно, рекла је уз смешак. Када је једном приликом снимана сцена у којој заводљива Џоун стоји на тераси, Бети се намерно прошетала испред камере. Када је Крафордова пак снимана у крупним кадровима, њена колегиница је пришла режисеру и гласно га упитала: Нећеш јој дозволити да то тако ради, зар не? Крафордова је тресући се отрчала у гардеробу. Фотографи магазина Лајф  намучили су се да ураде неколико заједничких фотографија главних глумица. Кад год би једна била спремна, ова друга би измислила разлог да не дође на снимање. То се понављало унедоглед док Бети фуриозно није отишла код колегинице, снажно покуцала на врата и викнула: Џоун Крафорд, овог тренутка да си се обукла и дошла на снимање! Ова је изашла после пар минута и фотографије су успешно направљене. Пар дана потом, Крафордова је напустила филм под изговором да је болесна. Касније је рекла да је то била лаж, и да једноставно више није могла да издржи поред Бети. Џоун је тиме изгубила последњи велики пројекат у каријери, док је ова успешно радила и наредних десет година.
Глумице су нештедимице коментарисале једна другу у медијима. Бети је једном рекла да оне никада нису биле у добрим односима: „Поштујем је, али ми је са њом увек некако нелагодно. Она је слика и прилике једне филмске звезде. Мислим да је најбоље што је одиграла баш Џоун Крафорд као Џоун Крафорд.“ На питање зашто увек игра кучке, одговорила је: „Зашто увек играм кучке... Можда зато што нисам кучка. Ето зашто Џоун увек игра даме!“ Када је ова пак умрла, Бети је била нешто блажа: „Кажу да се о мртвима говори само лепо. Џоун Крафорд је мртва. Лепо.“ Касније се исправила: „Ма ко се то променио кад је умро!“
Када је међутим Кристина, усвојена кћерка Крафордове, објавила књигу Најдража мамице у којој је описивала како је мајка психички и физички злостављала, како се лако хватала алкохола и мушкараца, Бети је била згрожена и била је једна од првих глумица које су јавно критиковале незадовољну ауторку књиге. Нисам била највећи обожавалац госпође Крафорд, али ипак поштујем њен таленат. Она није заслужила да се о њој објави нешто тако неукусно, и то још од стране њене кћерке... Мислим да је страшна, страшна ствар да кћерка уради нешто попут тога. И то особи која те је извукла из сиротишта и ко зна чега. Ако јој се већ није допадала особа која је одлучила да постане њена мајка, била је довољно одрасла да почне да води сопствени живот. Јако ми је жао Џоун, али знам да она не би желела моје сажаљење. Заправо, то је последње што би желела. Могу да је разумем. У ствари, не могу: не могу да замислим да моја вољена, дивна кћерка, Барбара Мерил, напише нешто такво о мени. Незамисливо! Захвална сам својој деци што знам да они мени никада не би урадили то што је Џоунина кћерка урадила њој.
Барбара Мерил је баш то исто урадила својој мајци – објавила је своје мемоаре, насловљене са Чувар моје мајке, где се бавила Бетиним животом онако како се Кристина, незахвално и преувеличано бавила Џоуниним.
Џорџ Кјукор је једном закључио: „Одувек ми је изгледало да су обе желеле оно што је она друга имала – Џоун невероватни таленат Дејвисове, а Бети заводљиви гламур Крафордове.“

### Бети Дејвис о...
- Марго Ченинг: „Она није била кучка, већ једноставно глумица која је старила и коју то уопште није чинило срећном. А и што би? Лаже свако ко каже да живот почиње са четрдесет година. Како године одмичу људи постају болесни, тела их издају. Заборављају ствари. Шта је ту добро?“[87]
- Кетрин Хепберн када је 1968. поделила Оскара са Барбром Страјсенд: „Одувек сам желела да ја будем та која ће прва освојити три Оскара, али госпођа Хепберн ме предухитрила. Заправо и није. Освојила је два и по Оскара. Да су мени дали пола награде бацила бих им је у лице!“[87]
- Џону Вејну: „Дала бих било шта да сам радила са њим! Мислим да је он био најпривлачнији мушкарац који је икада ходао земљом“.[87]
- Еролу Флину: „Он је био тако леп... Ерол... Сам за себе је рекао да нема појма да глуми. Ценим ту искреност јер се апсолутно слажем са њим“.[87]
- себи: „Ја сам једноставно превише!“[87] и „Желим да умрем на штиклама, у акцији!“[87]
- Џоун Крафорд: „И да гори у пламену ја не бих чак ни пишала по њој!“[87] и „Џоун пуно плаче. Мора да су њени сузни канали близу њене бешике.“ и „Џоун Крафорд - први случај сифилиса у Холивуду.“